# جيمس هايبارد
جيمس هايبارد (بالإنجليزية: James Hibbard)‏ هو دراج أمريكي، ولد في 19 أكتوبر 1981.

## وصلات خارجية
- جيمس هايبارد على موقع أرشيف الدراجات (الإنجليزية)